# Nick Scali Furniture
 (septembre 2019).
Pour les articles homonymes, voir Scali.
Nick Scali Furniture est une société australienne cotée en bourse qui vend au détail et importe des meubles tels que des salons, des tables à manger, des tables basses, des chaises et des unités de divertissement. Nick Scali Furniture a été fondée en 1962 par Nick D. Scali.
La société est spécialisée dans les salons en cuir et en tissu, ainsi que dans les meubles de salle à manger et de chambre à coucher. Nick Scali importe plus de 5 000 conteneurs de meubles par an dans le monde, avec des salles d'exposition et des centres de distribution à travers l'Australie.
Nick Scali Ltd marques de base comprennent Nick Scali Furniture, Nick Scali Online et Sofas2Go.
En 2018, le fils du fondateur, Anthony, qui est le PDG, vend la moitié de sa participation de 27 % dans l'entreprise à son fournisseur chinois de longue date, Jason Furniture (« KUKA »), pour 77 millions de dollars australien.